# Harry Jensen
Harry Ulrik Glit-Jensen, känd under artistnamnet Bror Kalle, född 9 september 1911 i Köpenhamn, död 24 december 1980,  var en dansk kompositör, pianist och kapellmästare särskilt inom populärmusik.
Redan omkring 1940 skrev den unge och okända Harry Jensen melodin "Jeg vil bygge en verden". År 1950 bildade han ensemblen Bror Kalles kapel, som blev känd för sin gammaldags dansmusik på radio, i samlingslokaler samt på grammofonskivor. Under andra världskriget spelade Bror Kalles Kapel en del i Sverige och spelade där in en rad grammofonskivor.
Harry Jensen skrev bland annat under pseudonymerna Sven Ulrik, Gøsta Berg og Klaus Bier och vann 1958 den danska Melodi Grand Prix med Jeg rev et blad ud af min dagbog som sjöngs av Rachel Rastenni. Men det är för melodier som "Jeg vil bygge en verden" och "Nu skinner solen igen på vor lille jord" som han kommer att vara ihågkommen.
Harry Jensen var också förlagsdirektör för musikförlagen Dacapo och Multitone och deltog även i fackligt arbete. Han var aktiv in i det sista och arbetade fortfarande som förlagskonsult för Sonet, medan han på våren 1980 hade dragit sig tillbaka som direktör för Multitone Musikförlag.
Harry Jensen gav ut ett femtiotal LP-skivor och mellan 200 och 300 singelplattor. Samtidigt hade hans orkester uppnått en repertoar på 2000 nummer.
Harry Jensen var son till en urmakare, inkasserare Carl Julius Jensen och hustru Caroline Amalie Bast. Han var först gift med Milly Florence Kildentoft men äktenskapet upplöstes 1940. Den 6 december 1941 gifte han om sig i Sct. Stefans Kirke med Gerda Søeborg född 24 februari 1911. Han är gravsatt på Søndermark Kirkegård, Frederiksberg.